# Ребуль, Фабьен
Фабьен Ребуль (фр. Fabien Reboul; род. 9 сентября 1995, Тулуза) — французский теннисист. Победитель пяти турниров ATP в парном разряде.

## Общая информация
Родился 9 сентября 1995 года в Тулузе, во Франции.

## Спортивная карьера
В 2016—2018 годах стал победителем трёх турниров серии «фьючерс» в одиночном разряде.
И в 2015—2025 годах стал победителем ещё семнадцати турниров серии «челленджер» и двадцати четырёх «фьючерсов» в парном разряде.

### 2022
В ноябре 2022 года вместе с соотечественником Садио Думбия стал победителем парного турнира категории «челленджер» в Роане (Франция), где они в финале победили пару Дастин Браун и Шимон Вальков со счётом 7-6(5), 6-4.

### 2025
В начале января 2025 года вместе с соотечественником Садио Думбия дошли до полуфинала в парном разряде турнира категории ATP 250 в Гонконге, где он в полуфинале проиграл российской паре Андрей Рублёв и Карен Хачанов со счётом 6-7(3), 3-6.
В середине января 2025 года, дошёл до третьего круга парного разряда Открытого чемпионата Австралии вместе с соотечественником Садио Думбия, где они проиграли первых сеянных Марсело Аревало и Мате Павичу со счётом 4-6, 6-7.
В конце февраля 2025 года вместе с соотечественником Садио Думбия стал финалистом в парном разряде турнира ATP 500 в Акапулько (Мексика), где они в финале проиграли американской паре Эван Кинг и Кристиан Харрисон со счётом 4-6, 0-6.

## Рейтинг на конец года
| Год  | Одиночный рейтинг | Парный рейтинг |
| 2024 | —                 | 28             |
| 2023 | —                 | 36             |
| 2022 | 1281              | 53             |
| 2021 | 815               | 120            |
| 2020 | 667               | 151            |
| 2019 | 736               | 168            |
| 2018 | 476               | 569            |
| 2017 | 438               | 406            |
| 2016 | 559               | 348            |
| 2015 | 781               | 292            |
| 2014 | 973               | 1477           |
| 2013 | 2048              | 1205           |

## Выступления на турнирах

### Финалы турниров ATP в парном разряде (11)

#### Победы (5)
| Легенда                     |
| --------------------------- |
| Турниры Большого шлема (0)* |
| Итоговый турнир ATP (0)     |
| Мастерс (0)                 |
| АТР 500 (0)                 |
| АТР 250 (0+5)               |

| Титулы по покрытиям | Титулы по месту проведения матчей турнира |
| ------------------- | ----------------------------------------- |
| Хард (0+3)*         | Зал (0+1)                                 |
| Грунт (0+2)         | Зал (0+1)                                 |
| Трава (0)           | Открытый воздух (0+4)                     |
| Ковёр (0)           | Открытый воздух (0+4)                     |

* количество побед в одиночном разряде + количество побед в парном разряде + количество побед в миксте.
| №  | Дата             | Турнир            | Покрытие   | Партнёр      | Соперники в финале                         | Счёт              |
| 1. | 26 сентября 2023 | Чэнду, Китай      | Хард       | Садио Думбия | Франсишку Кабрал Рафаэл Матос              | 4-6 7-5 [10-7]    |
| 2. | 4 февраля 2024   | Монпелье, Франция | Хард (зал) | Садио Думбия | Тристан-Самуэль Вайссборн Альбано Оливетти | 6-7(5) 6-4 [10-6] |
| 3. | 21 апреля 2024   | Бухарест, Румыния | Грунт      | Садио Думбия | Генри Паттен Харри Хелиёваара              | 6-3 7-5           |
| 4. | 24 сентября 2024 | Чэнду, Китай      | Хард       | Садио Думбия | Юки Бхамбри Альбано Оливетти               | 6-4 4-6 [10-4]    |
| 5. | 24 мая 2025      | Женева, Швейцария | Грунт      | Садио Думбия | Ариэль Беар Йоран Влиген                   | 6-7(4) 6-4 [11-9] |

#### Поражения (6)
| №  | Дата            | Турнир                 | Покрытие | Партнёр            | Соперники в финале                  | Счёт               |
| 1. | 12 февраля 2023 | Кордова, Аргентина     | Грунт    | Садио Думбия       | Максимо Гонсалес Андрес Мольтени    | 4-6 4-6            |
| 2. | 11 февраля 2024 | Кордова, Аргентина (2) | Грунт    | Садио Думбия       | Максимо Гонсалес Андрес Мольтени    | 4-6 1-6            |
| 3. | 7 апреля 2024   | Кашкайш, Португалия    | Грунт    | Садио Думбия       | Александр Недовесов Гонсало Эскобар | 5-7 2-6            |
| 4. | 21 июля 2024    | Гамбург, Германия      | Грунт    | Эдуар Роже-Васслен | Кевин Кравиц Тим Пюц                | 6-7(8) 2-6         |
| 5. | 2 марта 2025    | Акапулько, Мексика     | Хард     | Садио Думбия       | Эван Кинг Кристиан Харрисон         | 4-6 0-6            |
| 6. | 18 мая 2025     | Рим, Италия            | Грунт    | Садио Думбия       | Марсело Аревало Мате Павич          | 4-6 7-6(6) [11-13] |